# Calcare metallifero bergamasco

## Descrizione e ambiente sedimentario
Il Calcare Metallifero Bergamasco è costituito da calcari e calcari dolomitici ben stratificati da grigio-chiari a grigio scuri; nella parte superiore prevalenza di calcari neri ben stratificati a laminazione parallela.  Alla base dell’unità calcari oolitici, calcari stromatolitici, calcari con selce, o livelli siltitici bioturbati o gradati, o areniti.
I siti mineralizzati sono caratterizzati da locali tasche con mineralizzazioni a solfuri di piombo, zinco e fluorite, strutture di origine paleo-carsica che indicano periodi di emersione.
Gli spessori dell’unità sono compresi tra 0 e 80 metri, in alta Valle Brembana si hanno i valori massimi di spessore. I macrofossili sono dati da Lamellibranchi, Gasteropodi, frustoli vegetali, Echinidi, Crinoidi, Celenterati.
L'ambiente deposizionale è parte più interna della piattaforma carbonatica, con influssi terrigeni;  laguna aperta alla base dell’unità, laguna protetta verso la sommità della formazione, soggetta a emersione e carsificazione.

## Rapporti stratigrafici e datazione

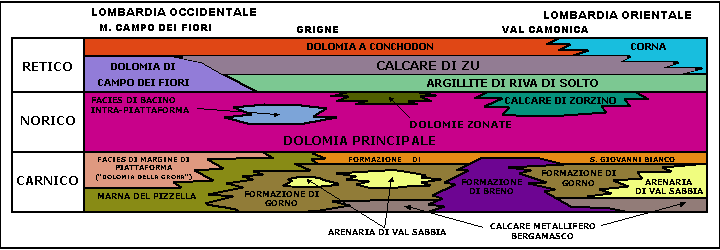
Stratigrafi

Il limite inferiore è con la Formazione di Breno, il Calcare di Esino, Argillite di Lozio e la Formazione di Wengen; superiormente l'unità passa alle Arenarie di Val Sabbia e alla Formazione di Gorno.